# Zsikla Győző
Zsikla Győző (Soltvadkert, 1963. február 4. –) magyar gazdálkodó, borász, méhész, politikus, országgyűlési képviselő.
Szőlőt termesztett és méhészkedett.

## Életpályája

### Iskolái
Az általános iskola elvégzése után borász és kereskedelmi képesítést szerzett; mindkét szakmából érettségizett.

### Pályafutása
1997-től a Mezőgazdasági Termelők Érdekvédelmi Szövetségének alelnöke.

### Politikai pályafutása
1989-től az FKGP tagja. 1990–1992 között az FKGP soltvadkerti szervezetének vezetője volt. 1991–1992 között a Független Ifjúság országos alelnöke volt. 1993–1997 között az EKGP vezetőségi tagja volt. 1994-ben az EKGP országgyűlési képviselőjelöltje volt. 1998–2002 között országgyűlési képviselő (1998–2001: FKGP; 2001–2002: Független) volt. 1998–2002 között a Mezőgazdasági bizottság és az Agrárpiaci és szabályozási albizottság tagja, valamint a Vidékfejlesztési albizottság tagja volt. 1999-ben a A Deják-projekt helyzetét vizsgáló albizottság tagja volt. 1999–2001 között az Egészségügyi és szociális bizottság tagja volt. 2001-ben a Területfejlesztési bizottság alelnöke volt. 2001-ben az FKGP frakcióvezető-helyettese is volt. 2002-től soltvadkerti független önkormányzati képviselő. 2002-ben az FKGP országgyűlési képviselőjelöltje volt. 2002–2003 között az FKGP országos alelnöke volt. 2003-ban az FKGP főtitkáraként dolgozott. 2003-tól az FKGP Bács-Kiskun megyei elnöke. 2006-ban a MIÉP országgyűlési képviselőjelölteként indult a választásokon.

## Családja
Szülei Zsikla József és Freidinger Erzsébet voltak. 1992-ben házasságot kötött Kazi Maiann-nal. Három gyermekük született: Balázs (1992–), Vilmos (1995–) és Viktória (1997–).